# Mimosa setipes
Mimosa setipes är en ärtväxtart som beskrevs av George Bentham. Mimosa setipes ingår i släktet mimosor, och familjen ärtväxter. Inga underarter finns listade i Catalogue of Life.